# Steve Franken
Stephen Robert Franken, conocido como Steve Franken (27 de mayo de 1932-24 de agosto de 2012), fue un actor estadounidense que apareció en el cine y la televisión durante medio siglo.

## Carrera
Steve Franken es hijo de un agente de prensa de Hollywood y nació en Brooklyn, Nueva York. Su primer papel en cine fue en 1958 como "Willie" en la serie dramática de CBS, Playhouse 90. El productor Rod Amateau lo vio en Los Ángeles en una producción teatral de Say, Darling y le dieron el papel del millonario diletante de playboy Chatsworth Osborne, Jr. en la serie de CBS, The Many Loves of Dobie Gillis. Franken apareció como invitado recurrente en numerosos episodios a partir de la mitad de la primera temporada y hasta la cuarta, desde 1960 a 1963. Franken atribuyó la mirada del personaje a la condescendencia de dolor de una úlcera que había sufrido desde los 14 años, cuando su madre murió.
Al sentirse encasillado, buscó papeles de villano, pero también tuvo otro papel de rico derrochador en la comedia en vivo Tom, Dick and Mary, y llegó a una larga carrera como actor de televisión y cine. Quizá su actuación más conocida a nivel mundial, es su memorable participación como el camarero borracho en La fiesta inolvidable / El guateque de 1968, junto a Peter Sellers.

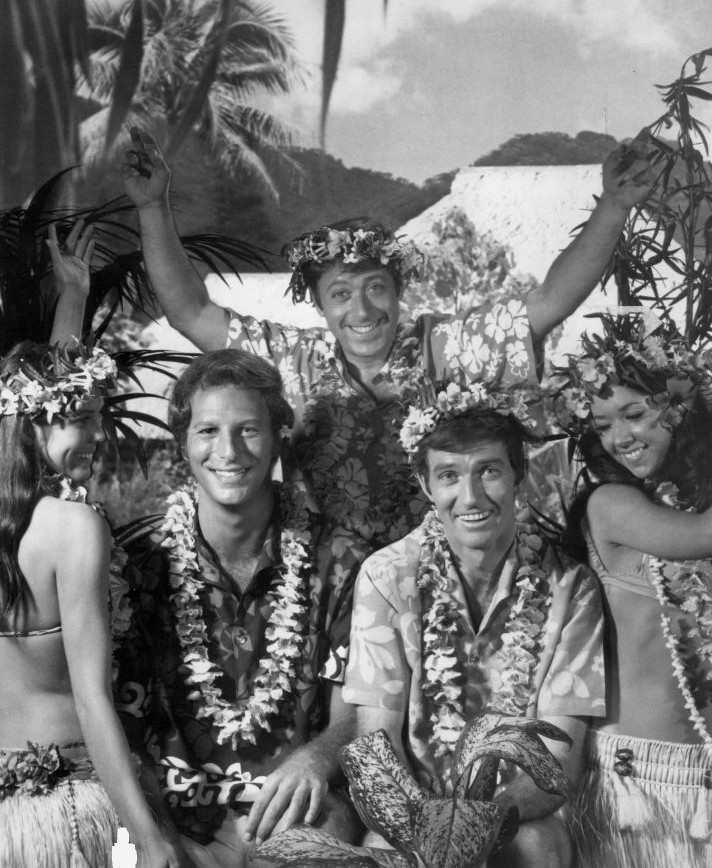
Bob Einstein, Franken (centro), y Robert Hogan en un piloto de televisión sin vender en 1970.

Franken falleció el 24 de agosto de 2012 a los 80 años, en su casa de Los Ángeles, California de complicaciones por cáncer.